# ノルン水上スキー場
ノルンみなかみスキー場（ノルンみなかみスキーじょう）は、群馬県利根郡みなかみ町寺間にあるスキー場である。運営会社は群馬スノーアライアンス株式会社。吾妻邪山と大峰山の鞍部の東斜面に開けている。

## 概要
関越自動車道水上ICから約3kmの位置に所在する。降雪量が少ないため、人工降雪機に頼るところが大きい。
バブル期後半に開場したスキー場で、効率的な高速リフトとコース配置になっており、どのコースを滑ってもセンターハウスにたどりつける。コース数は5コースで、長さ1400mの第1クワットリフト1本で標高差400mのコースを滑ることができる。またコース上からは浅間山、赤城山、妙義山、武尊山、日光白根山、至仏山などの日本百名山の名峰を見ることができる。
スペックからはコース・リフト数の少なさ、交通の便利さから小規模のファミリー向けスキー場のように思い込まれがちだが、機動力の高い高速クワッドリフト1本で滑れるD・Eコースは短すぎない適度な長さと斜度バリエーションで飽きさせず、夜遅くまでのナイターにも対応しており、規模のわりに滑りごたえのあるスキー場である。
センターハウスにレストラン、レンタル、更衣室、売店などを集約するオールインワン方式をとっている。土曜・日曜は7時から営業。10時までの早朝券がある。D・Eコースでナイター営業をする。グリーンシーズン用に、2008年4月に20万株のスイセンを植え、2009年4月には40万株に拡大した。現在は100万株。

## ゲレンデ
Aコース（840m。最大斜度30度、平均斜度22度）
上級。コブ斜面。Aコースのみ、土日祝日はスノーボード滑走不可。Aコースはリフト降り場からのスタートではなく、Bコース途中からの分岐となる。
Bコース（920m。最大斜度26度、平均斜度13度）
中上級。スタート後すぐ不整地斜面。その後Aコースへの分岐地点がある。その下は比較的平坦な斜面となり、第4ペアリフト乗り場またはDコースへの接続となる。
Cコース（870m。最大斜度21度、平均斜度14度）
中初級。最初の中斜面の後に緩斜面が続き、その後Dコースに接続する。第4ペアリフトは平日は通常稼動しておらず、その場合B・Cコースのみを繰り返し滑ることはできない。
Dコース（1,080m。最大斜度19度、平均斜度13度。ナイター営業あり）
初級コースとなっているが、斜度がある部分ではスピードが出やすく初心者は注意。パークが設置される。
Eコース（1,030m。最大斜度23度、平均斜度14度。ナイター営業あり）
上中初級。斜度変化が3回ほどある。バーンが左→右方向に若干傾斜あり。

## 施設
ゲートハウス
リフト券売り場
センターハウス
レストラン「トロル」
レンタルショップ（2015-16シーズンにセンターハウス1Fに移動）
スキースクール（2015-16シーズンにセンターハウス1Fに移動）
スノーボードスクール（2015-16シーズンにセンターハウス1Fに移動）
ショップ　スノーホリック
ショップ　テレマーク
更衣室
駐車場
1200台・全日無料
ノルンみなかみスノーランド
2014-15シーズンより第2駐車場横に併設された雪遊び施設。スキー場とは別に入場料が必要。40mのムービングベルトを使用したソリ遊びのほか、バギー体験乗車など各種アトラクション（別途料金が必要）が用意されている。

## アクセス
- 鉄道 (18:00過ぎのナイター営業時間にはシャトルバスは無いので注意)
  - 上越線水上駅より無料シャトルバス(水上温泉街経由)で20分
  - 上越線上牧駅より無料シャトルバスで10分 - 要予約
  - 上越新幹線上毛高原駅より無料シャトルバスで20分 - 要予約

- 車
  - 関越自動車道水上ICより3km
  - 関越自動車道月夜野ICより10km
    - 駐車場は全日無料。第1駐車場はゲレンデ・センターハウスのすぐ隣で高低差もなく非常に便利である。
    - 水上ICからスキー場までの標高差は300mほどあり、それを3kmと短い走行距離で登るためそれなりの坂道になっている。降雪の多い日に動けなくなった車が発生したため大渋滞となり水上IC内まで車列がつながったこともある。距離の短さに油断せず雪道装備を十分にするべきである。

## 経営・沿革
- 1994年(平成6年) - 赤城ゴルフ倶楽部と利根郡水上町（当時）の出資で設立された第三セクター、水上リゾート開発株式会社により開業。初年度入り込み数18万7千人。この年はリレハンメルオリンピック(ノルウェー)が開催された年であり、本スキー場にはリレハンメル市と提携したスポーツバーがあった。
- 2006年(平成18年) - 5月、主要株主の赤城ゴルフ倶楽部が経営破綻。同年8月、水上リゾート開発も民事再生を申請、破綻。負債額約69億円。同年11月、スキー場の再生売却を目的としたOPEスノーアライアンス株式会社（現ジェイ・マウンテンズ・グループ株式会社）により設立された群馬スノーアライアンス株式会社が事業譲渡を受ける。
- 2007年(平成19年) - ジェイ・マウンテンズ・グループ傘下でグループスキー場となった川場スキー場との共通シーズン券を発行（2010-2011シーズンまで販売されていた）。
- 2008年(平成20年) - 駐車場を全日無料。
- 2009年(平成21年) - 川場スキー場とたんばらスキーパークとの間でシーズン券の乗り入れ（各スキー場のシーズン券保持者は他のスキー場でリフト券が割引となる）を開始。
- 2010年(平成22年) - 1月、みなかみ町寺間運動公園の指定管理を受託。2014年　4月再受託。2024年3月まで。
- 2011年(平成23年) - 8月、クロスプロジェクトグループが群馬スノーアライアンス株式会社を買収。
- 2013年(平成25年) - 2013-2014シーズンからホワイトバレースキー場の運営会社である谷川温泉観光開発株式会社と群馬スノーアライアンス株式会社が運営協力を開始。
- 2014年(平成26年) - 2014-2015シーズンよりナイター照明設備を全面LED化した(前年度から一部に試験導入していた)。第2駐車場横にノルン水上スノーランドを開設。
- 2015年(平成27年) - 2015-2016シーズンは第1クワッドリフト隣にゲートハウスを新築。リフト券売り場をゲートハウスに移動するなど施設を改装し、メインレストランの席数を増やした。
- 2023年（令和5年）-9月、ノルン水上スキー場の名称を「ノルンみなかみスキー場」へ改名。